# Nature’s 10
Nature’s 10 ist eine jährlich von der Fachzeitschrift Nature erstellte Liste von Personen aus der Wissenschaft, die im jeweiligen Jahr einen wichtigen Einfluss auf unsere Welt oder die Wissenschaft hatten. Neben den zehn aufgeführten Persönlichkeiten werden zudem weitere fünf aufgeführt, die für das darauffolgende Jahr weiter beobachtet werden sollten. Die von Nature genutzten englischen Kurzbegründungen für die ausgewählten Wissenschaftler stehen in Anführungszeichen.

## 2011

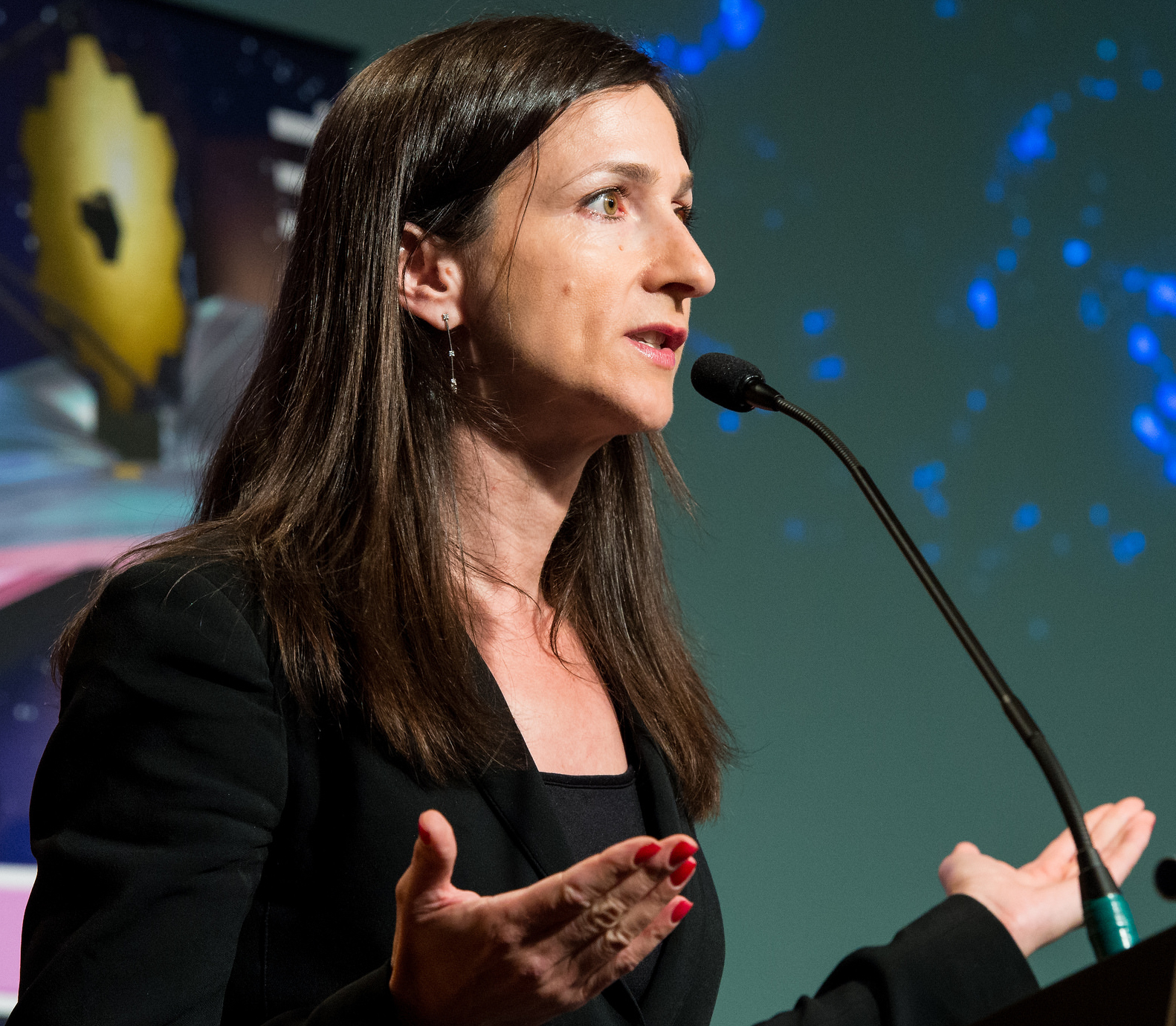
Sara Seager

1. Dario Autiero, „Relativity challenger“
2. Sara Seager, „Planet seeker“
3. Lisa P. Jackson, „Pollution cop“
4. Essam Sharaf, „Science revolutionary“
5. Diederik Stapel, „Fallen star“
6. Rosie Redfield, „Critical enquirer“
7. Danica May Camacho, „Child of the times“
8. Mike Lamont, „The Higgs mechanic“
9. Tatsuhiko Kodama, „Fukushima’s gadfly“
10. John Rogers, „Tech executive“[1]

Für das Folgejahr zu beobachten:
1. Dieter Egli, New York Stem Cell Foundation
2. Paul Mahaffy, NASA Goddard Space Flight Center
3. Elon Musk, SpaceX
4. Oscar Pistorius, südafrikanischer Sprinter
5. Eske Willerslev, Center for Geogenetics, Kopenhagen

## 2012

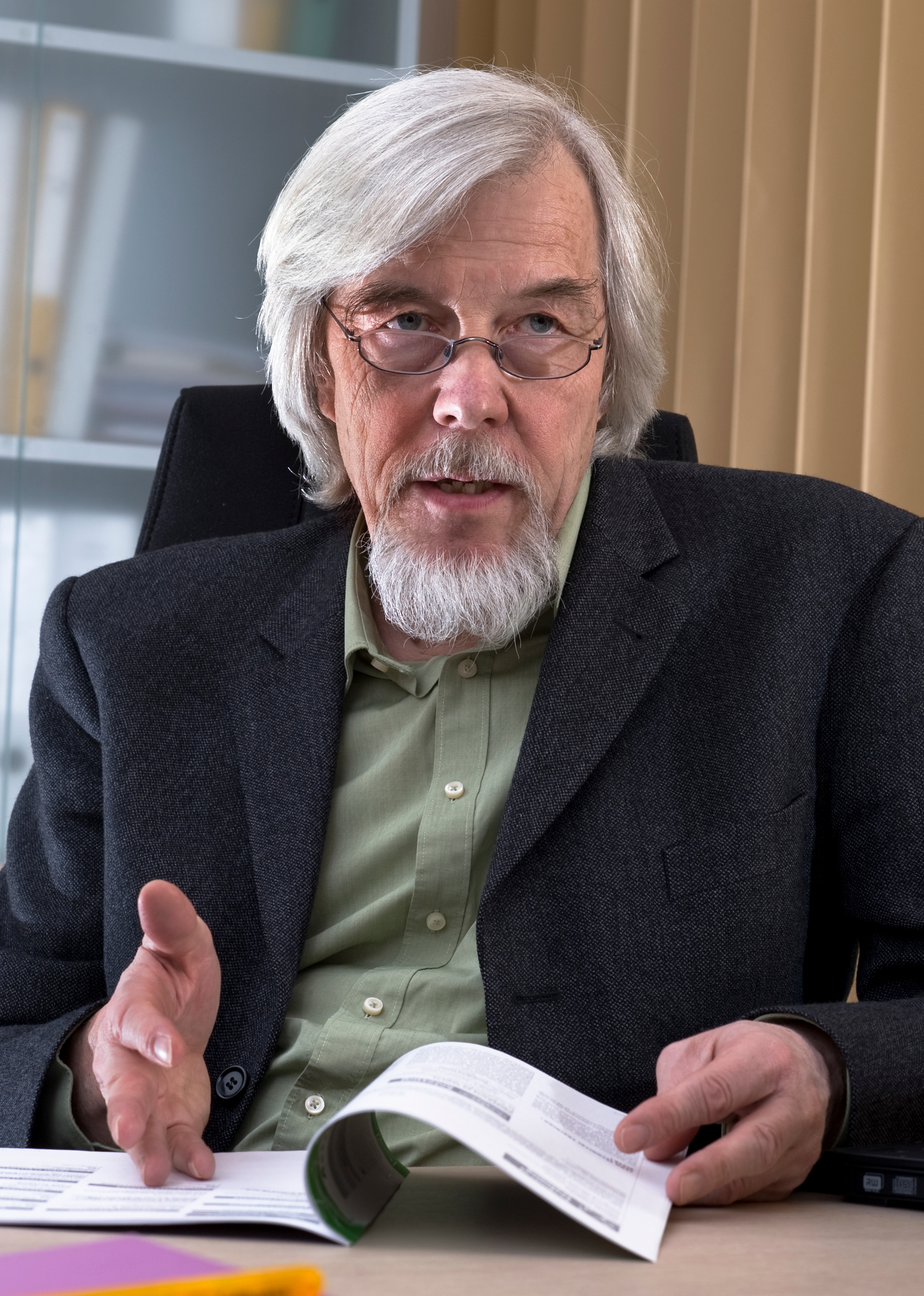
Rolf-Dieter Heuer

1. Rolf-Dieter Heuer, „The Higgs diplomat“
2. Cynthia E. Rosenzweig, „Guardian of Gotham“
3. Adam Steltzner, „Our man on Mars“
4. Cedric Blanpain, „Cell tracker“
5. Elizabeth Iorns, „Replication hound“
6. Jun Wang, „Genome juggernaut“
7. Jo Handelsman, „The bias detective“
8. Tim Gowers, „Seed of discontent“
9. Bernardo De Bernardinis, „On the fault line“
10. Ron Fouchier, „Flu fighter“[3]

Für das Folgejahr zu beobachten:
1. Anne Glover, wissenschaftliche Chefberaterin der Europäischen Kommission
2. Thomas Stocker, Intergovernmental Panel on Climate Change (IPCC)
3. Chris Austin, US National Center for Advancing Translational Sciences
4. Jan Tauber, Planck-Mission der European Space Agency
5. Rafael Yuste, Columbia University, New York, Vereinigte Staaten

## 2013
1. Feng Zhang, „DNA’s master editor“

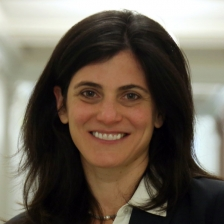
Tania Simoncelli

2. Tania Simoncelli, „Gene patent foe“
3. Deborah Persaud, „Viral victor“
4. Michel Mayor, „In search of sister Earths“
5. Naderev Saño, „Climate conscience“
6. Viktor Grokhovsky, „Meteorite hunter“
7. Hualan Chen, „Front-line flu sleuth“
8. Shoukhrat Mitalipov, „The cloning chief“
9. Kathryn Clancy, „An eye on harassment“
10. Henry Snaith, „Sun worshipper“[5]

Für das Folgejahr zu beobachten:
1. Masayo Takahashi, RIKEN Center for Developmental Biology
2. Christopher Field, Intergovernmental Panel on Climate Change
3. Jean-Pierre Bourguignon, Präsident des European Research Council (ERC)
4. Koppillil Radhakrishnan, Vorsitzender der Indian Space Research Organisation
5. Gordon Sanghera, Oxford Nanopore Technologies

## 2014
1. Andrea Accomazzo, „Comet chaser“

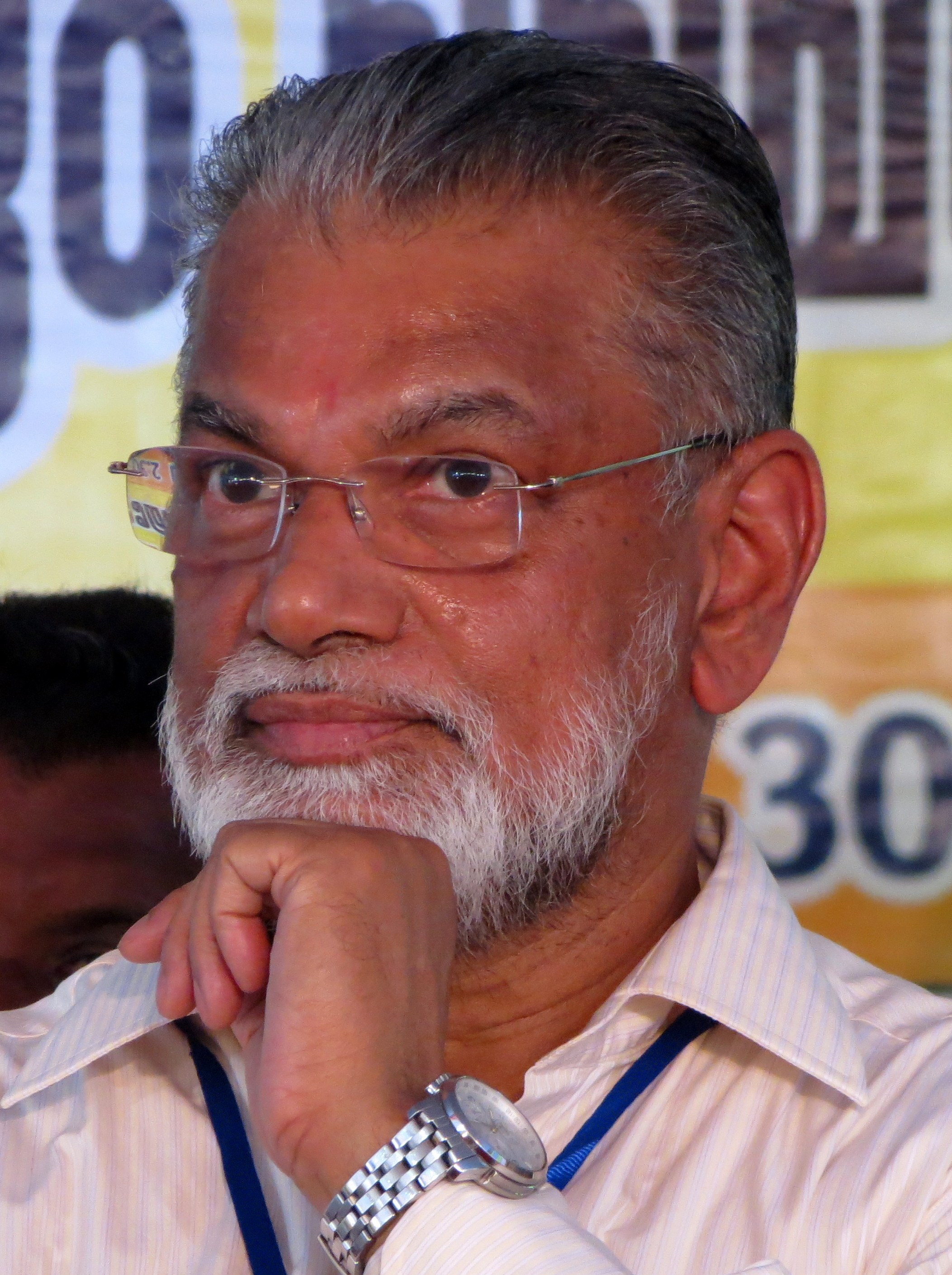
Koppillil Radhakrishnan

2. Suzanne Topalian, „Cancer combatant“
3. Radhika Nagpal, „Robot-maker“
4. Sheik Umar Khan, „Ebola doctor“
5. David Spergel, „Cosmic skeptic“
6. Maryam Mirzakhani, „Surface explorer“
7. Pete Frates, Ice-„bucket challenger“
8. Koppillil Radhakrishnan, „Rocket launcher“
9. Masayo Takahashi, „Stem-cell tester“
10. Sjors Scheres, „Structure solver“[6]

Für das Folgejahr zu beobachten:
1. Xie Zhenhua, Klimaoffizieller in China
2. Alan Stern, Forschungsleiter der New-Horizons-Mission der NASA
3. Joanne Liu, internationale Präsidentin von Médecins Sans Frontières (MSF)
4. Bernard Bigot, nominiert als neuer Generaldirektor des ITER
5. Rick Horwitz, leitender Direktor des Allen Institute for Cell Science

## 2015

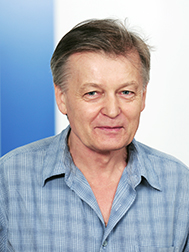
Mikhail Eremets

1. Christiana Figueres, „Climate guardian“
2. Junjiu Huang, „Embryo editor“
3. Alan Stern, „Pluto hunter“
4. Zhenan Bao, „Master of materials“
5. Ali Akbar Salehi, „Nuclear diplomat“
6. Joan Schmelz, „A voice for women“
7. David Reich, „Genome archaeologist“
8. Mikhail Eremets, „Super conductor“
9. Christina Smolke, „Fermenting revolution“
10. Brian Nosek, „Bias blaster“[7]

Für das Folgejahr zu beobachten:
1. Fabiola Gianotti, Generaldirektorin von CERN
2. Gabriela González, Sprecherin von Advanced LIGO
3. Kathy Niakan, Stammzellenbiologin des Francis Crick Institute
4. Demis Hassabis, einer der Gründer von DeepMind
5. Yang Wei, 2013–2018 Leiter der National Natural Science Foundation of China

## 2016
1. Gabriela González, „Gravity spy“
2. Demis Hassabis, „Mind crafter“
3. Terry Hughes, „Reef sentinel“
4. Guus Velders, „Cooling agent“

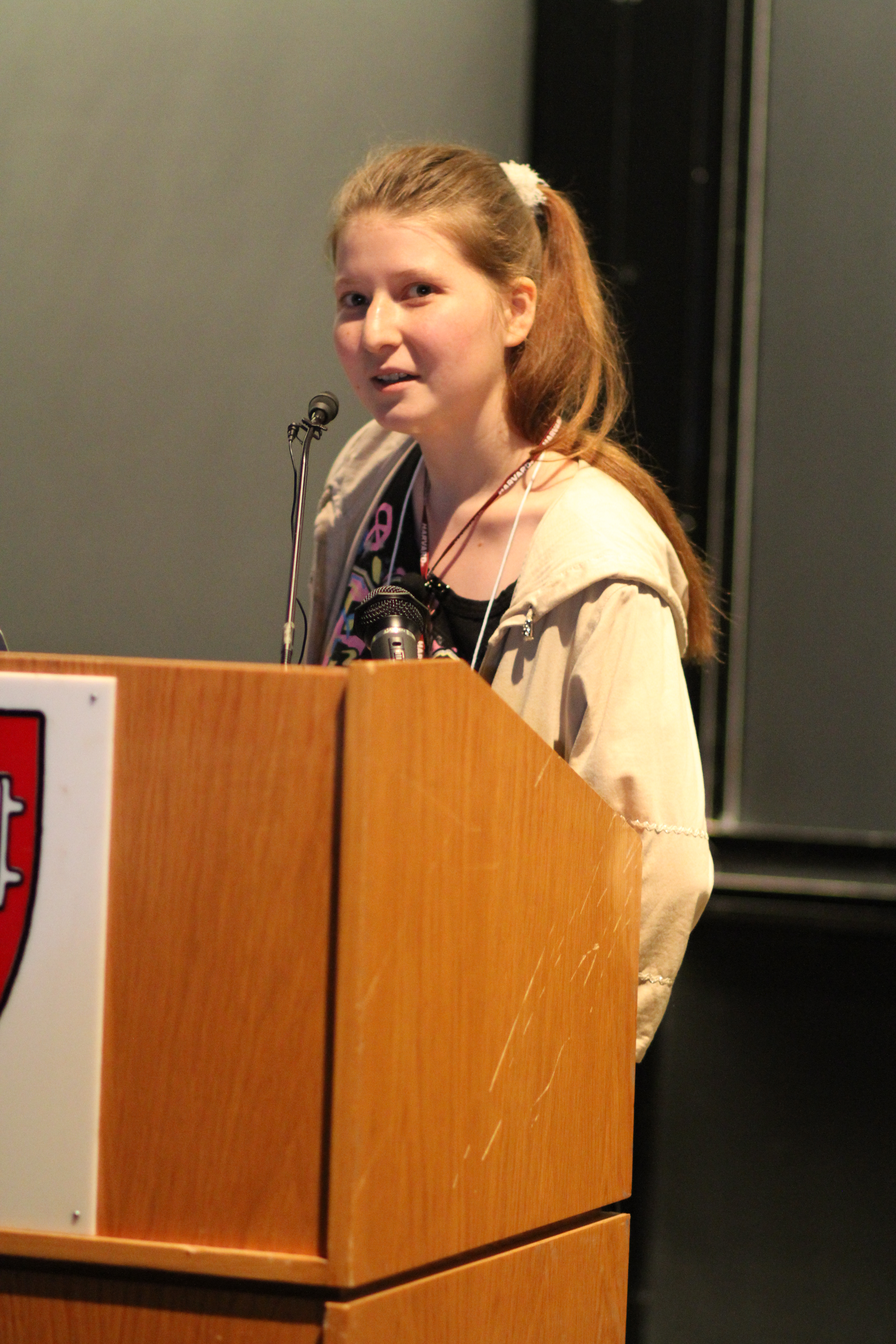
Alexandra Elbakyan

5. Celina M. Turchi, „Zika detective“
6. Alexandra Elbakyan, „Paper pirate“
7. John J. Zhang, „Fertility rebel“
8. Kevin Esvelt, „CRISPR cautionary“
9. Guillem Anglada-Escudé, „Planet hunter“
10. Elena Long, „Diversity trailblazer“[8]

Für das Folgejahr zu beobachten:
1. Cori Bargmann, wissenschaftliche Präsidentin der Chan Zuckerberg Initiative
2. Robert Feidenhans’l, Vorstandsvorsitzender von European XFEL
3. Jef Boeke, einer der Leiter von Human Genome Project–Write
4. Wu Weiren, Technischer Direktor des Mondprogramms der Volksrepublik China
5. Marcia McNutt, Präsidentin der National Academy of Sciences

## 2017
1. David R. Liu, „Gene corrector“
2. Marica Branchesi, „Merger maker“

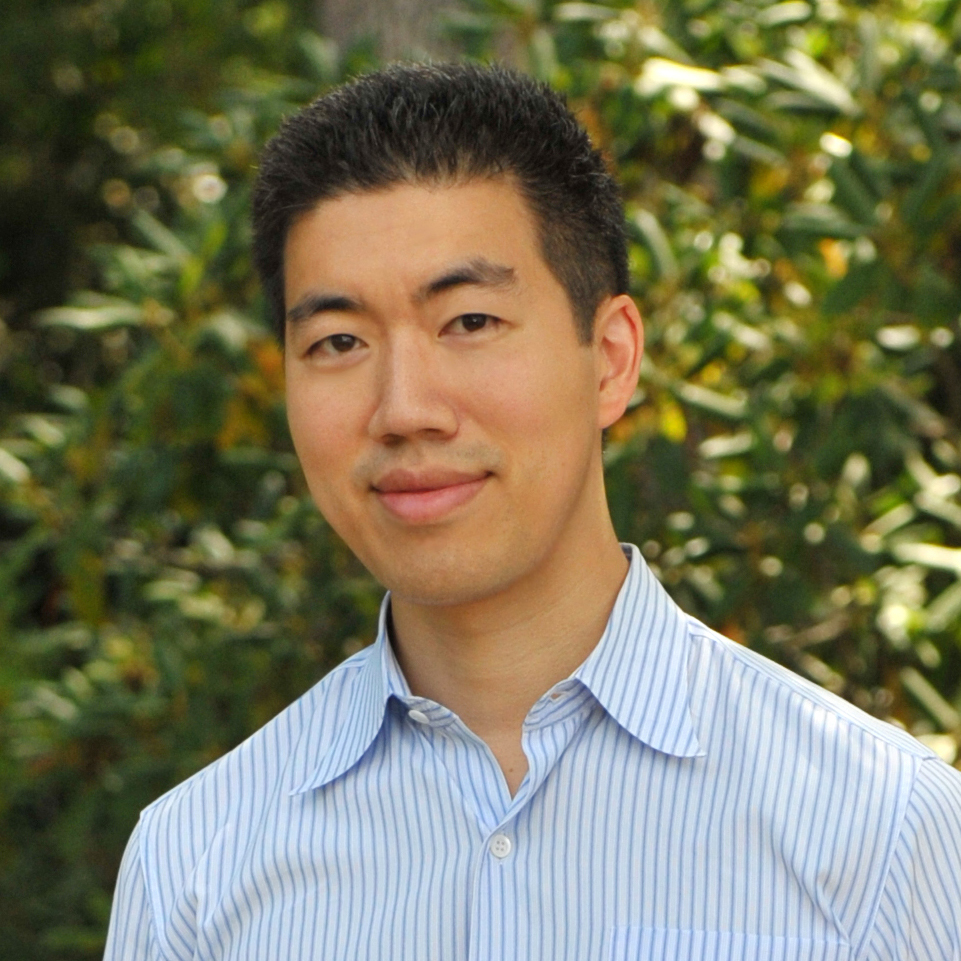
David R. Liu

3. Emily Whitehead, „Living testimonial“
4. Scott Pruitt, „Agency dismantler“
5. Pan Jianwei, „Father of quantum“
6. Jennifer Byrne, „Error sleuth“
7. Lassina Zerbo, „Test-ban tracker“
8. Victor Cruz-Atienza, „Quake chaser“
9. Ann Olivarius, „Legal champion“
10. Khaled Toukan, „Opening SESAME“[9][10]

Für das Folgejahr zu beobachten:
1. Shaughnessy Naughton, Präsidentin von 314 Action
2. Mark Walport, Direktor von United Kingdom Research and Innovation (UKRI)
3. Kate Crawford, eine der Gründerinnen von AI Now Institute
4. John M. Martinis, Gruppenleiter des Bereichs Quantum computing bei Google LLC
5. Patricia Espinosa, Vorstandssekretärin der United Nations Framework Convention on Climate Change (UNFCC)

## 2018
1. Yuan Cao, „Graphene wrangler“

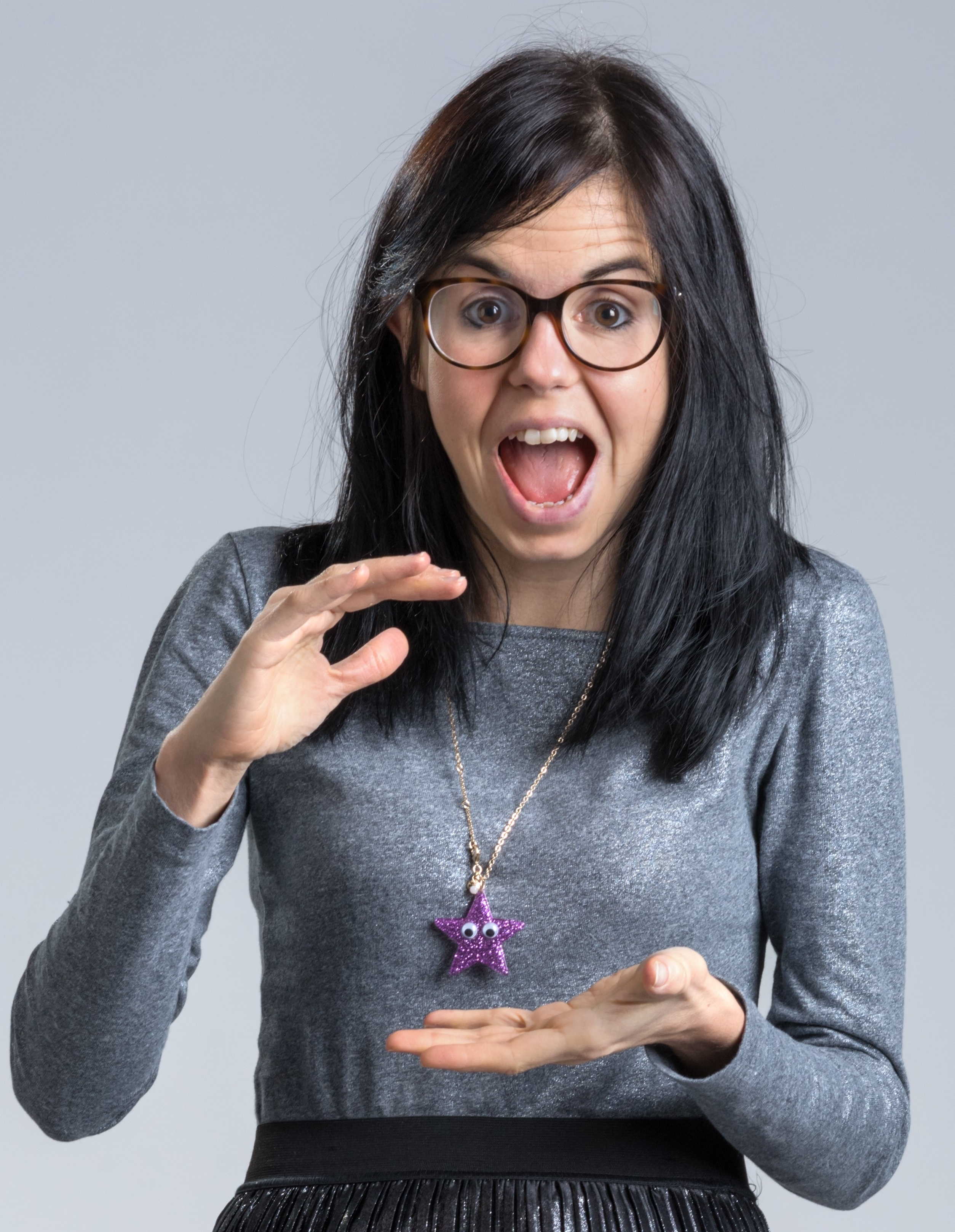
Jess Wade

2. Viviane Slon, „Humanity’s historian“
3. He Jiankui, „CRISPR rogue“
4. Jess Wade, „Diversity champion“
5. Valérie Masson-Delmotte, „Earth monitor“
6. Anthony Brown, „Star mapper“
7. Yeo Bee Yin, „Force for the environment“
8. Barbara Rae-Venter, „DNA detective“
9. Robert-Jan Smits, „Open-access leader“
10. Makoto Yoshikawa, „Asteroid hunter“[11][12]

Für das Folgejahr zu beobachten:
1. Jean-Jacques Muyembe-Tamfum, Generaldirektor des Nationalinstituts für biomedizinische Forschung der Demokratischen Republik Kongo
2. Julia Olson, Beraterin im Fall Juliana v. United States
3. Muthayya Vanitha, Leiter der indischen Chandrayaan-2-Mondmission
4. Maura McLaughlin, Vorsitzende des North American Nanohertz Observatory for Gravitational Waves
5. Sandra Díaz, eine der Leiterinnen der Intergovernmental Science-Policy Platform on Biodiversity and Ecosystem Services (IPBES) Global Assessment of Biodiversity and Ecosystem Services

## 2019

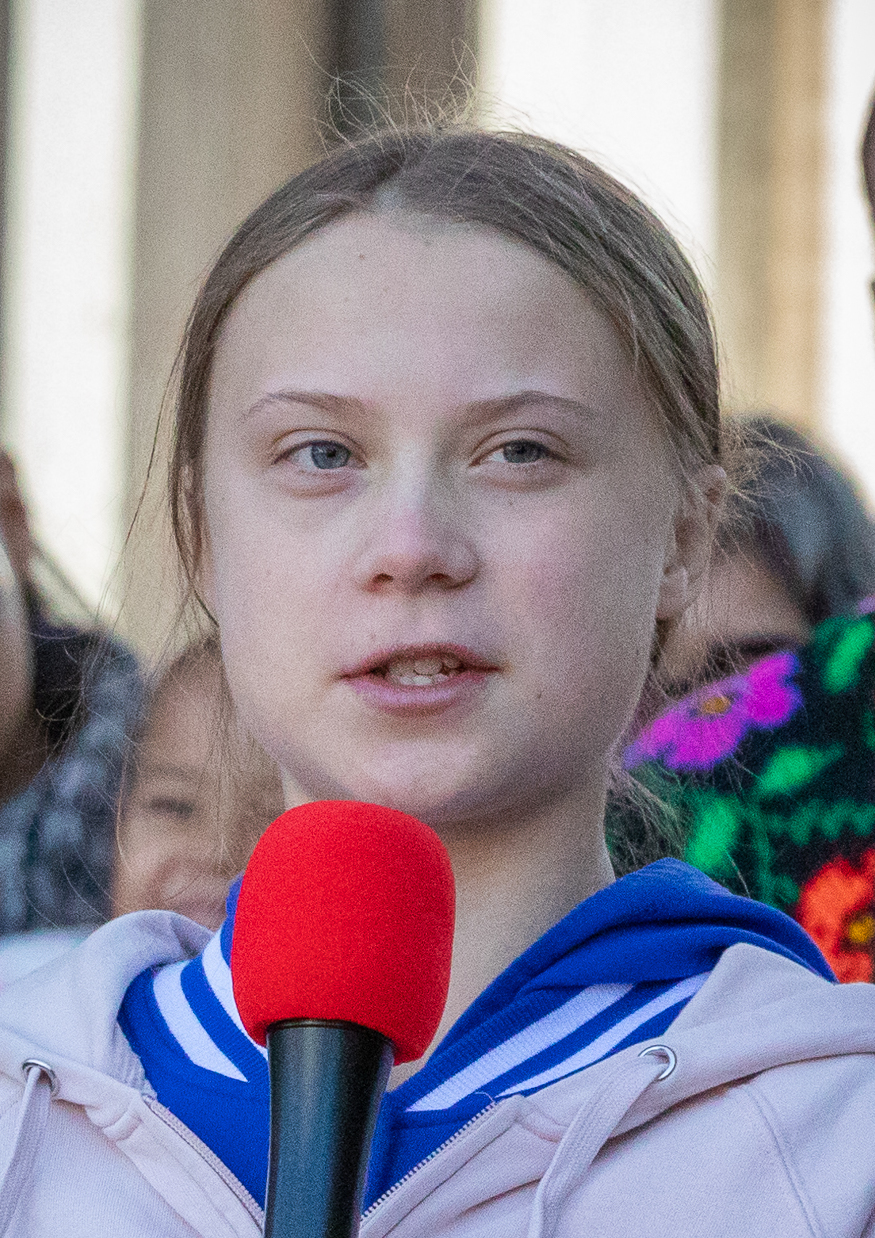
Greta Thunberg

1. Ricardo Galvão, „Science defender“
2. Victoria Kaspi, „Sky sleuth“
3. Nenad Sestan, „Britain recove rebooter“
4. Sandra Díaz, „Biodiversity guardian“
5. Jean-Jacques Muyembe-Tamfum, „Ebola fighter“
6. Yohannes Haile-Selassie, „Origin seeker“
7. Wendy Rogers, „Transplant ethicist“
8. Deng Hongkui, „CRISPR translator“
9. John M. Martinis, „Quantum builder“
10. Greta Thunberg, „Climate catalyst“[13]

Für das Folgejahr zu beobachten:
1. António Guterres, Generalsekretär, Vereinte Nationen
2. Denis Rebrikov, Kulakov National Medical Research Center for Obstetrics, Gynecology and Perinatology, Moskau, Russland
3. Geng Meiyu, Shanghai Institute of Materia Medica, China
4. Marija Gabriel, EU-Kommissarin für Forschung, Innovation und Bildung, Kultur und Jugend
5. Markus Rex, Alfred-Wegener-Institut, Deutschland

## 2020

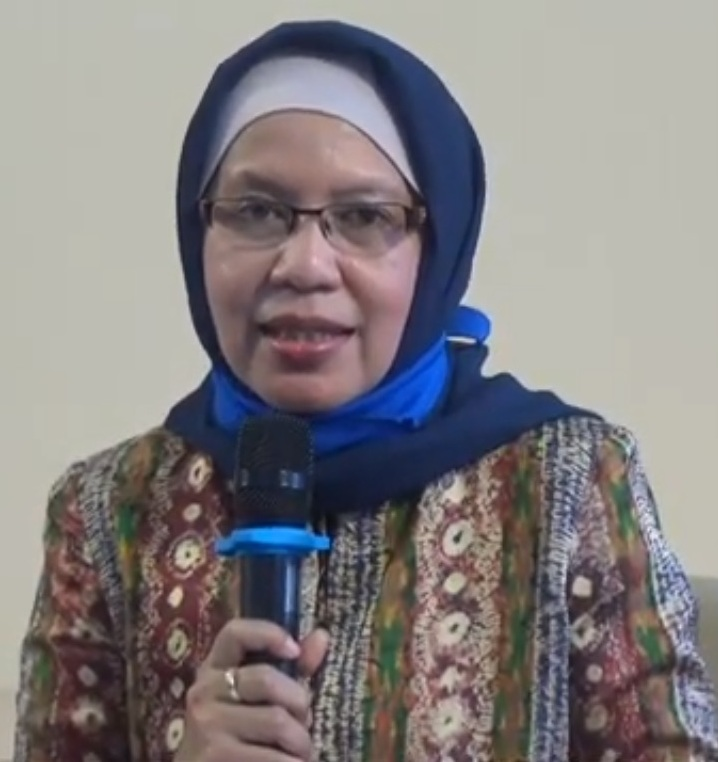
Adi Utarini

1. Tedros Adhanom Ghebreyesus, „Warning the world“
2. Verena Mohaupt, „Polar patroller“
3. Gonzalo Moratorio, „Coronavirus hunter“
4. Adi Utarini, „Mosquito commander“
5. Kathrin Jansen, „Vaccine leader“
6. Zhang Yongzhen, „Genome sharer“
7. Chanda Prescod-Weinstein, „A force in physics“
8. Li Lanjuan, „Lockdown architect“
9. Jacinda Ardern, „Crisis leader“
10. Anthony Fauci, „Science’s defender“[14]

Für das Folgejahr zu beobachten:
1. Marion Koopmans, Erasmus University Medical Center, Rotterdam, Niederlande
2. Zhang Rongqiao, Technischer Direktor des Marsprogramms der Volksrepublik China
3. Karen Miga, University of California, Santa Cruz
4. Rochelle Walensky, Harvard Medical School, Boston, Massachusetts
5. Jane Greaves, Cardiff University, Vereinigtes Königreich

## 2021

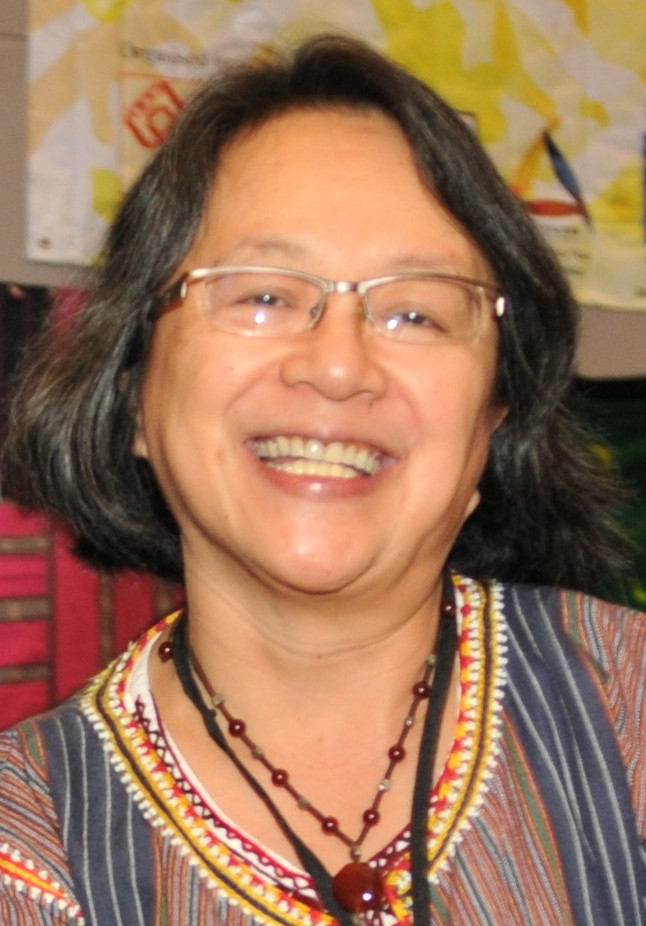
Victoria Tauli-Corpuz

1. Winnie Byanyima, „Vaccine warrior“ (Impfkriegerin)
2. Friederike Otto, „Weather detective“ (Wetter Detektivin)
3. Zhang Rongqiao, „Mars explorer“ (Mars-Erforscher)
4. Timnit Gebru, „AI ethics leader“ (Anführer bei der KI Ethik)
5. Tulio de Oliveira, „Variant tracker“ (Verfolger der Virusvarianten)
6. John Jumper, „Protein predictor“ (Vorhersager von neuen Proteinen)
7. Victoria Tauli-Corpuz, „Indigenous defender“ (Verteidigerin indigener Völker)
8. Guillaume Cabanac, „Deception sleuth“ (Aufspürer von Täuschungen)
9. Meaghan Kall, „COVID communicator“ (COVID Kommunikator)
10. Janet Woodcock, „Drug chief“[15] (Chefin der Arzneimittel)

Für das Folgejahr zu beobachten:
1. Chikwe Ihekweazu, Hub für Pandemie- und Epidemieaufklärung der Weltgesundheitsorganisation, Berlin
2. Jane Rigby, Goddard Space Flight Center der NASA, Greenbelt, Maryland
3. Love Dalén, Naturhistoriska riksmuseet, Stockholm, Schweden
4. Xie Zhenhua, Klima-Chefunterhändler der Volksrepublik China
5. Graziano Venanzoni, Istituto Nazionale di Fisica Nucleare, Rom, Italien

## 2022
ausgezeichnet wurden:
1. Jane Rigby, „Sky hunter“ (Himmelsjägerin)
2. Yunlong Cao, „COVID predictor“ (COVID-Vorhersager)
3. Saleemul Huq, „Climate revolutionary“ (Klima-Revolutionär)
4. Switlana Krakowska, „Voice for Ukraine“ (Stimme für die Ukraine)
5. Dimie Ogoina, „Monkeypox watchman“ (Affenpocken-Wächter)
6. Lisa McCorkell, „Long-COVID advocate“ (Long-COVID-Verfechterin)
7. Diana Greene Foster, „Abortion fact-finder“ (Abtreibungs-Faktenfinderin)
8. António Guterres, „Crisis diplomat“ (Krisendiplomat)
9. Muhammad Mohiuddin, „Transplant trailblazer“ (Transplantations-Wegbereiter)
10. Alondra Nelson, „Policy principal“ (Politik-Hauptfigur)

Für das Folgejahr 2023 zu beobachten:
1. Sherry Rehman, Ministerium für Klimawandel, Pakistan
2. Nallathamby Kalaiselvi, Indian Council of Scientific and Industrial Research (Indischer Rat für wissenschaftliche und industrielle Forschung)
3. Sun Chunlan, Kommunistische Partei Chinas
4. Renee Wegrzyn, US Advanced Research Projects Agency for Health (US-Agentur für fortgeschrittene Forschungsprojekte im Gesundheitswesen)
5. Anthony Tyson, University of California, Davis

## 2023
ausgezeichnet wurden:
1. Kalpana Kalahasti, „To the Moon“
2. Marina Silva, „Amazon protector“
3. Katsuhiko Hayashi, „Rewiring reproduction“
4. Annie Kritcher, „Fusion igniter“
5. Eleni Myrivili, „Warming warden“
6. Ilya Sutskever, „AI visionary“
7. James Hamlin, „Superconductivity sleuth“
8. Svetlana Mojsov, „Unsung drug developer“
9. Halidou Tinto, „Malaria fighter“
10. Thomas Powles, „Cancer explorer“

Für das Folgejahr 2024 zu beobachten:
1. Monica M. Bertagnolli, Director, US National Institutes of Health
2. Colin Waters, Chair, Anthropocene Working Group
3. Ilan Gur, Chief executive, UK Advanced Research and Invention Agency
4. Muhammad Masroor Alam, Molecular biologist, Pakistan National Institutes of Health

## 2024
ausgezeichnet wurden:
1. Ekkehard Peik, „Father Time“
2. Kaitlin Kharas, „Fair-pay champion“
3. Li Chunlai, „Moon-rock guardian“
4. Anna Abalkina, „Fraud buster“
5. Huji Xu, „Daring doctor“
6. Muhammad Yunus, „Nation builder“
7. Placide Mbala, „Virus hunter“
8. Cordelia Bähr, „Climate crusader“
9. Rémi Lam, „AI weather sleuth“
10. Wendy Freedman, „Cosmic ranger“

Für das Folgejahr zu beobachten:
1. Mark Thomson, Next director-general, CERN
2. Emma Hodcroft, Co-founder, Pathoplexus
3. Donald Trump, US president-elect